# 581 Tauntonia
Az 581 Tauntonia egy a Naprendszer kisbolygói közül, amit Joel Hastings Metcalf fedezett fel 1905. december 24-én.